# Близки срещи от третия вид
„Близки срещи от третия вид“ е американски научнофантастичен филм от 1977 година, написан и режисиран от Стивън Спилбърг. Разказва се за Рой Нийри, ел. техник от Индиана, чийто живот се променя след като има контакт с неидентифициран летящ обект. В същото време за НЛО-тата знаят правителстото на Съединените щати и група от международни научни изследователи.